# Lijst van beelden in Roerdalen
Dit is een (onvolledige) chronologische lijst van beelden in Roerdalen. Onder een beeld wordt hier verstaan elk driedimensionaal kunstwerk in de openbare ruimte van de Nederlandse gemeente Roerdalen, waarbij beeld wordt gebruikt als verzamelbegrip voor sculpturen, standbeelden, installaties, gedenktekens en overige beeldhouwwerken.
Voor een volledig overzicht van de beschikbare afbeeldingen zie de categorie Beelden in Roerdalen op Wikimedia Commons.
| Geplaatst     | Omschrijving                        | Kunstenaar              | Straat                                 | Plaats           | Materiaal | Afbeelding        |
| ------------- | ----------------------------------- | ----------------------- | -------------------------------------- | ---------------- | --------- | ----------------- |
| ca. 1910-1920 | Franciscus Solano                   | Laurentius Zündel       | Kerkstraat                             | Vlodrop          |           |                   |
| 1930          | Heilig Hartbeeld (Sint Odiliënberg) |                         | Raadhuisplein / Kerkplein              | Sint Odiliënberg |           | Hartbeeld         |
| 1934          | Heilig Hartbeeld (Posterholt)       | Louis Ramakers          | Hoofdstraat                            | Posterholt       | kalksteen | Hartbeeld         |
| 1949          | De Goede Herder (Grafmonument)      | Frans Cox               | Huysbongerdweg                         | Montfort         |           |                   |
| 1951          | Wiro (hoekbeeldje)                  | Charles Vos             | Mariakapel                             | Sint Odiliënberg |           |                   |
|               | Heilig Hartbeeld                    |                         | Zandstraat / Hoogstraat                | Montfort         |           | Hartbeeld         |
| 1979          | De Biemösje                         |                         | Hoofdstraat / Nieuw Holsterweg         | Posterholt       |           |                   |
| 1989          | De Sjieëper                         | Henk Sillen             | Markt                                  | Montfort         |           | De Sjiëper        |
| 1989          | Gerard Krekelberg                   | Sjef Drummen            | Markt                                  | Vlodrop          |           | Gerard Krekelberg |
| 1995          | Bevrijdingsmonument                 | Caius Spronken          | Waarderweg                             | Montfort         |           | Monument          |
| 2004          | Lvk carnaval                        |                         | Sint Wirostraat / Pastoor Siebenstraat | Sint Odiliënberg |           |                   |
|               | (beeld vrouw)                       | Nicolas van Ronkenstein | Aan het Water                          | Montfort         |           |                   |